# 星毛蕨
星毛蕨（学名：Ampelopteris prolifera）为金星蕨科星毛蕨属下的一个种。